# Lekkoatletyka na Letnich Igrzyskach Olimpijskich 2008 – sztafeta 4 × 400 m mężczyzn
Bieg sztafetowy 4 × 400 metrów mężczyzn podczas XXIX Letnich Igrzyskach Olimpijskich odbył się w dniach 22-23 sierpnia na Stadionie Narodowym w Pekinie.

## Rekordy
W poniższej tabeli są przedstawione rekordy na stan 22 sierpnia 2008 r.
|                                                    | państwo           | zawodnicy                                                                  | czas    | data             | miejsce     |
| -------------------------------------------------- | ----------------- | -------------------------------------------------------------------------- | ------- | ---------------- | ----------- |
| rekord świata                                      | Stany Zjednoczone | Andrew Valmon Quincy Watts Butch Reynolds Michael Johnson                  | 2:54.29 | 22 sierpnia 1993 | Stuttgart   |
| rekord olimpijski                                  | Stany Zjednoczone | Andrew Valmon Quincy Watts Michael Johnson Steve Lewis                     | 2:55.74 | 8 sierpnia 1992  | Barcelona   |
| rekord Polski                                      | Polska            | Piotr Rysiukiewicz Tomasz Czubak Piotr Haczek Robert Maćkowiak             | 2:58.00 | 22 lipca 1998    | Uniondale   |
| rekord Europy                                      | Wielka Brytania   | Iwan Thomas Jamie Baulch Mark Richardson Roger Black                       | 2:56.60 | 3 sierpnia 1996  | Atlanta     |
| rekord Azji                                        | Japonia           | Shunji Karube Kōji Itō Jun Osakada Shigekazu Omori                         | 3:00.76 | 3 sierpnia 1996  | Atlanta     |
| rekord Afryki                                      | Nigeria           | Clement Chukwu Jude Monye Sunday Bada Enefiok Udo-Obong                    | 2:58.68 | 30 września 2000 | Sydney      |
| rekord Północnej i Środkowej Ameryki oraz Karaibów | Stany Zjednoczone | Andrew Valmon Quincy Watts Butch Reynolds Michael Johnson                  | 2:54.29 | 22 sierpnia 1993 | Stuttgart   |
| rekord Ameryki Południowej                         | Brazylia          | Eronilde de Araujo Cleverson da Silva Claudinei da Silva Sanderlei Parrela | 2:58.56 | 30 lipca 1999    | Winnipeg    |
| rekord Oceanii                                     | Australia         | Bruce Frayne Gary Minihan Rick Mitchell Darren Clark                       | 2:59.70 | 11 sierpnia 1984 | Los Angeles |

## Przebieg zawodów
| Poz. – pozycja |
| – rekord świata \| – rekord krajowy \| – rekord życiowy \| = – wyrównany rekord życiowy \| · – najlepszy wynik w sezonie \| = – wyrównany najlepszy wynik w sezonie \| – rekord olimpijski |
| Fn – falstart |
| * wyniki podawane w minutach |

### Półfinały
Półfinały odbyły się 22 sierpnia o godzinie 20:10 i 20:22. Wzięło w nich udział 16 sztafet, w tym sztafeta polska. Kwalifikację do finału uzyskiwały trzy najlepsze sztafety każdego biegu i dwie sztafeta z najlepszymi czasami.
Półfinał 1
| Poz. | państwo           | zawodnicy                                                             | Rezultat | Uwagi |
| ---- | ----------------- | --------------------------------------------------------------------- | -------- | ----- |
| 1    | Stany Zjednoczone | David Neville, Kerron Clement, Regi Witherspoon, Angelo Taylor        | 2:59.98  | Q     |
| 2    | Rosja             | Maksim Dyłdin, Władisław Frołow, Anton Kokorin, Dienis Aleksiejew     | 3:00.14  | Q     |
| 3    | Belgia            | Cédric Van Branteghem, Jonathan Borlée, Arnaud Ghislain, Kévin Borlée | 3:00.67  | Q     |
| 4    | Australia         | Joel Milburn, Mark Ormrod, John Steffensen, Clinton Hill              | 3:00.68  | q     |
| 5    | Polska            | Marek Plawgo, Piotr Klimczak, Piotr Kędzia, Rafał Wieruszewski        | 3:00.74  | q     |
| 6    | Południowa Afryka | Pieter Smith, Ofentse Mogawane, Alwyn Myburgh, L.J. van Zyl           | 3:01.26  | SB    |
| 7    | Kuba              | Yunier Pérez, Yunior Díaz, William Collazo, Omar Cisneros             | 3:02.34  |       |
| 8    | Francja           | Teddy Venel, Idrissa M’Barke, Brice Panel, Richard Maunier            | 3:03.19  |       |

Półfinał 2
| Poz. | państwo           | zawodnicy                                                                                 | Rezultat | Uwagi |
| ---- | ----------------- | ----------------------------------------------------------------------------------------- | -------- | ----- |
| 1    | Wielka Brytania   | Andrew Steele, Robert Tobin, Michael Bingham, Martyn Rooney                               | 2:59.33  | Q     |
| 2    | Bahamy            | Michael Mathieu, Avard Moncur, Ramon Miller, Andrae Williams                              | 2:59.88  | Q     |
| 3    | Jamajka           | Michael Blackwood, Allodin Fothergill, Sanjay Ayre, Ricardo Chambers                      | 3:00.09  | Q     |
| 4    | Niemcy            | Simon Kirch, Kamghe Gaba, Ruwen Faller, Bastian Swillims                                  | 3:03.49  |       |
| 5    | Trynidad i Tobago | Ato Stephens, Jovon Toppin, Cowin Mills, Stann Waithe                                     | 3:04.12  | =     |
| 6    | Japonia           | Mitsuhiro Abiko, Dai Tamesue, Yoshihiro Horigome, Kenji Narisako                          | 3:04.18  | SB    |
| 7    | Grecja            | Stilianós Dimótsios, Dimitrios Gravalos, Padeleimon Melahrinoudis, Konstadinos Anastasiou | 3:04.30  | SB    |
| 8    | Dominikana        | Carlos Santa, Arismendy Peguero, Pedro Mejia, Yoel Tapia                                  | 3:04.31  | SB    |

### Finał
Finał rozegrany został 23 sierpnia o godz. 21:05.
| Poz. | państwo           | zawodnicy                                                             | Rezultat | Uwagi |
| ---- | ----------------- | --------------------------------------------------------------------- | -------- | ----- |
| 1    | Stany Zjednoczone | LaShawn Merritt, Angelo Taylor, David Neville, Jeremy Wariner         | 2:55.39  | OR    |
| 2    | Bahamy            | Andretti Bain, Michael Mathieu, Andrae Williams, Chris Brown          | 2:58.03  | SB    |
| 3    | Rosja             | Maksim Dyłdin, Władisław Frołow, Anton Kokorin, Dienis Aleksiejew     | 2:58.06  | NR    |
| 4    | Wielka Brytania   | Andrew Steele, Robert Tobin, Michael Bingham, Martyn Rooney           | 2:58.81  | SB    |
| 5    | Belgia            | Kévin Borlée, Jonathan Borlée, Cédric Van Branteghem, Arnaud Ghislain | 2:59,37  | NR    |
| 6    | Australia         | Sean Wroe, John Steffensen, Clinton Hill, Joel Milburn                | 3.00.02  | SB    |
| 7    | Polska            | Rafał Wieruszewski, Piotr Klimczak, Piotr Kędzia, Marek Plawgo        | 3:00.32  | SB    |
| 8    | Jamajka           | Michael Blackwood, Ricardo Chambers, Sanjay Ayre, Lanceford Spence    | 3:01.45  |       |